# Муртазов, Борис Алхастович
Борис Алхастович Муртазов (осет. Мыртазты Алхæсты фырт Барис; 1 января 1917 года, село Заманкул — 29 июля 1996 года, Владикавказ, Северная Осетия) — осетинский поэт, публицист. Лауреат премии имени Коста Хетагурова (1979).

## Биография
Родился в 1917 году в крестьянской семье в селении Заманкул. После окончания сельской школы в родном селе поступил на учёбу в Северо-Осетинское педагогическое училище. В 1932 году опубликовал свои первые стихотворения в местной периодической печати. Публиковал публицистические очерки в газете «Растдзинад». С 1939 года обучался на литературном факультете Северо-Осетинского педагогического училища. В 1940 году опубликовал свой первый поэтический сборник «Мах уарзӕм» (Мы любим). В феврале 1940 года призван на срочную службу в Красную Армию. Участвовал в Великой Отечественной войне в составе 29-й ордена Суворова гвардейской бригаде связи. Участвовал в освобождении Варшавы, штурме Берлина. Демобилизовался в конце 1945 года и возвратился в Северную Осетию.
До августа 1947 года работал заведующим отдела культуры и пропаганды в редакции газеты «Растдзинад», старшим редактором учебной литературы издательства «Ир». После окончания партийной школы при Краснодарском райкоме КПСС работал в Комитете радиовещания при Совете Министров Северо-Осетинской АССР. С 1952 года работал в редакции газеты «Молодой большевик» и с 1955 года — в редакции художественной литературы издательства «Ир». С 1957 по 1959 года обучался на Высших литературных курсах. В 1961 году окончил заочное отделение Литературного института имени Горького.
С 1959 по 1971 год — старший редактор отдела художественной литературы издательства «Ир», позднее — старший научный сотрудник музея краеведения. С мая 1975 по май 1977 года — ответственный секретарь Северо-Осетинского отделения Общества любителей книги.
В 1979 году удостоен литературной премии имени Коста Хетагурова за поэтические сборники «Мирные бойницы» и «Стихи».
Скончался в 1996 году.
Награды
- Орден Красной Звезды (31.05.1945)
- Медаль «За боевые заслуги» (08.06.1944)

## Источник
- Муртазов Борис Алхастович// Бибоева И. Г., Казиты М. Р. Писатели Осетии: библиографический справочник. — Владикавказ: Ир, 2015. — С. 256—258. ISBN 978-5-7534-1499-01